# Manfred Lossau
Manfred Joachim Lossau (* 3. August 1934 in Königsberg; † 27. Dezember 2017 in Aachen) war ein deutscher Altphilologe.

## Leben
Manfred Lossau wuchs in Königsberg auf und floh gegen Ende des Zweiten Weltkriegs mit seiner Familie nach Varel in Friesland. Nach dem Abitur studierte er Klassische Philologie an den Universitäten in Frankfurt am Main und Saarbrücken. 1962 wurde er mit der Dissertation Untersuchungen zur antiken Demosthenesexegese promoviert. Anschließend arbeitete er am Thesaurus Linguae Latinae in München und ab dem 1. Oktober 1966 als Assistent an der Universität Gießen.
1973 ging Lossau als Akademischer Direktor an die Universität Trier, wo er sich 1978 habilitierte und zum Professor ernannt wurde. Nach seiner Entpflichtung 1996 wirkte er bis 1999 als Professor für Klassische Philologie am Centre Universitaire in Luxemburg.
Lossau beschäftigte sich mit der griechischen Literatur von der archaischen Zeit bis zur Spätantike. Er verfasste Aufsätze und Monografien zu Aristoteles, Demosthenes und Aischylos. Ein weiterer Schwerpunkt seiner Arbeit war die Wissenschaftsgeschichte, besonders im Zusammenhang mit Immanuel Kant und der ehemaligen Albertus-Universität zu Königsberg.
Nach Eintritt in den Ruhestand trat Lossau auch als Autor belletristischer Romane hervor, denen Themen der Antike, der Wissenschaft(-sgeschichte) und seines eigenen Lebenslaufs zugrunde liegen. Lossau starb 2017 und fand seine letzte Ruhestätte auf dem Aachener Waldfriedhof.

## Schriften (Auswahl)
Fachbücher
- Untersuchungen zur antiken Demosthenesexegese. Bad Homburg 1964 (= Palingenesia 2; zugleich Dissertation, Universität des Saarlandes)
- Pros krisin tina politikēn. Untersuchungen zur aristotelischen Rhetorik. Wiesbaden 1981 (zugleich Habilitationsschrift, Universität Trier)
- Griechisch-Römisches und Verwandtes. Kleine Schriften zu antiker Literatur und späterem. Kaliningrad / Hildesheim 1991, ISBN 978-3-487-10645-8.
- Aischylos. Hildesheim 1998 (= Studienbücher Antike 1), ISBN 978-3-487-10721-9.

Belletristik
- Das Opfer oder die lange Nacht des Agamemnon. Trier 2002, ISBN 978-3-88081-469-1.
- … und sie dienen der Wissenschaft. Geschichten von Professoren und anderen Menschen. Würzburg 2004, ISBN 978-3-8260-2905-9.
- Immanuel Kant. Roman eines Lebens. Würzburg 2004, ISBN 978-3-8260-2709-3.
- Licht aus dem Osten. Eine Reise ums Überleben. Hamburg 2005, ISBN 978-3-86516-496-4.
- Königswege verschüttet. Trier 2009.